# プチミレディア
『プチミレディア』は、petit miladyの1枚目のオリジナルアルバム。2014年5月7日にZERO-Aから発売された。

## 概要
タイトルは、ユニット名のpetit miladyと、「親愛なる」を意味する「ディア」を掛け合わせた造語で、竹達彩奈がpetit miladyと関連性のあるアルバムを欲したことがきっかけで付けられた。
販売形態は、
- ポップdeアップなスペシャル豪華盤（POCE-9404）
- ブルーな日も元気になれる初回限定盤（POCE-9405）
- 通常盤（POCE-1404）

の3種のリリースである。
豪華盤には、「Ma Chérie」のPVと3月2日に六本木のニコファーレにて開催された2ndシングル発売記念イベントのダイジェスト映像を収録したDVDが同梱されている。
初回限定盤には、「100%サイダーガール」「azurite」「Ma Chérie」のPVを収録したBDが同梱されている。
なお、豪華盤はジャケットを開くことにより飛び出す趣向が凝らされた「飛び出す神ジャケCDケース」仕様となっている。
初動は約0.73万枚を記録した。

## 収録内容

### CD
1. ハジマリズム [4:09][1]
作詞：畑亜貴、作曲：和教、編曲：清水武仁
2. trip trick trap [4:07][1]
作詞：只野菜摘、作曲：y0c1e、編曲：佐藤清喜

  - オンラインゲーム『ゴールドリベリオン』テーマ曲[6]

[要出典]
3. azurite  [4:01][1]
作詞：meg rock、作曲：伊藤賢、編曲：佐藤清喜

  - テレビアニメ『とある飛空士への恋歌』オープニングテーマ
4. 鏡のデュアル･イズム  [3:14][1]
作詞：只野菜摘、作曲：増谷賢、編曲：佐藤清喜

  - テレビアニメ『遊☆戯☆王ZEXAL II』オープニングテーマ
5. カサナリアル [4:32][1]
作詞：中村彼方、作曲：羽岡佳、編曲：佐藤清喜

  - テレビアニメ『聖剣使いの禁呪詠唱』イメージソング（2013年11月15日から期間限定で配信）
6. ドキ♡ドキド [4:19][1]
作詞：柴田尚/yozuca*、作曲：柴田尚、編曲：佐藤清喜
7. Fortune Future! [3:36][1]
作詞：松井洋平、作曲：柴田尚、編曲：清水武仁

  - petit miladyとTOYOTA×STUDIO4℃「PESプロジェクト」によるコラボ曲（2013年12月15日に配信限定シングルとして発売）
8. Radioホイップ [3:53][1]
作詞：有里泉美、作曲：森慎太郎、編曲：佐藤清喜

  - 文化放送『碧と彩奈のラ・プチミレディオ』エンディングテーマ
9. スキ キライ キライ 大スキ♡ [3:39][1]
作詞：yozuca*、作曲：森慎太郎、編曲：佐藤清喜
10. 100%サイダーガール [3:59][1]
作詞：yozuca*、作曲：柴田尚、編曲：清水武仁

  - 文化放送『碧と彩奈のラ・プチミレディオ』オープニングテーマ
11. 茜色のダイアリー [4:28][1]
作詞・作曲：伊秩弘将、編曲：佐久間誠
12. Ma Chérie [6:17][1]
作詞：中村彼方、作曲：羽岡佳、編曲：佐藤清喜
フランス語で「親愛なる人」を意味する曲である。サビはディレクターの提案で、petit milady初のツインボーカルとなっており、ハモリでは悠木碧が常に下を歌っている[7]。
歌詞では、一人称が「ボク」となっている[4]。
  - アルバムリード曲[7]
13. 100%サイダーガール（Retro Future Mix） [3:54][1]
作曲：柴田尚、編曲：ELEKTEL

### DVD（豪華盤のみ）
| #  | タイトル                                                            | 作詞 | 作曲・編曲 |
| -- | ------------------------------------------------------------------- | ---- | ---------- |
| 1. | 「Ma Chérie」(MUSIC VIDEO)                                          |      |            |
| 2. | 「セカンドシングル発売記念イベントIN ニコファーレダイジェスト映像」 |      |            |

### BD（初回限定盤のみ）
| #  | タイトル                            | 作詞 | 作曲・編曲 |
| -- | ----------------------------------- | ---- | ---------- |
| 1. | 「100%サイダーガール」(MUSIC VIDEO) |      |            |
| 2. | 「azurite」(MUSIC VIDEO)            |      |            |
| 3. | 「Ma Chérie」(MUSIC VIDEO)          |      |            |

## 演奏
- 悠木碧、竹達彩奈：Vocal
- ENA☆：Chorus
- 浅井真、佐藤清喜、清水武仁：Electric Guitar